# Bariay

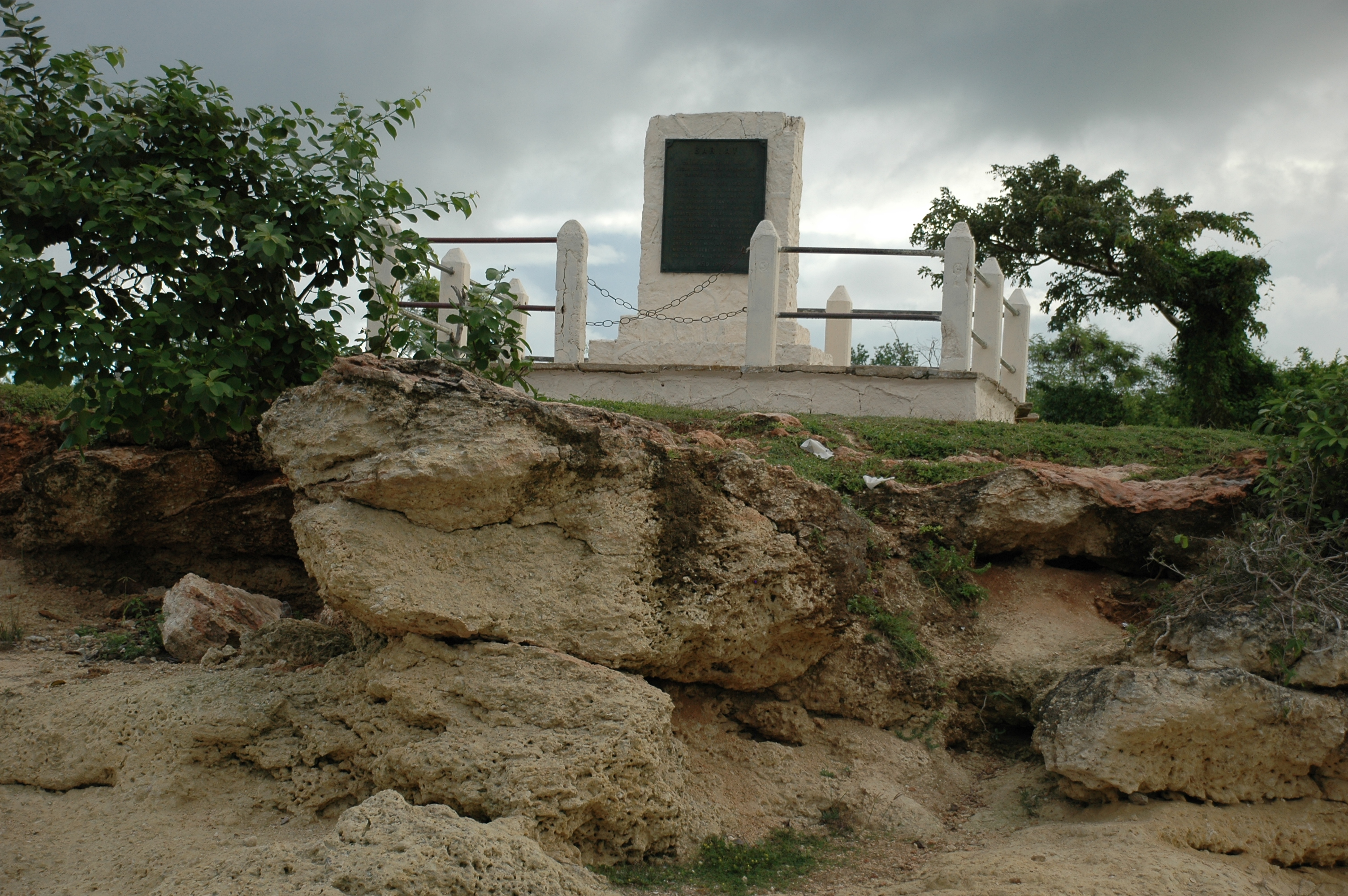
Monumento a Cristóbal Colón (Obelisco).

Bariay es el sitio por donde desembarcó el almirante Cristóbal Colón por primera vez en la isla de Cuba, el 28 de octubre de 1492. Se encuentra en el municipio Rafael Freyre, provincia de Holguín, específicamente en la costa este de la bahía de Bariay, en Playa Blanca, a unos 37 km de la ciudad de Holguín.

El nombre "Bariay" proviene de un vocablo indígena que repetían insistentemente los habitantes originarios al llegar los conquistadores. A su llegada, Colón quedó deslumbrado por la belleza del paisaje y expresó su célebre frase:
“Esta es la tierra más hermosa que ojos humanos hayan visto.”

El almirante nombró la bahía como Puerto de San Salvador, y desde 1937, científicos de todo el mundo han coincidido en que Bariay fue efectivamente el punto donde se produjo el desembarco, aunque también existen otras versiones basadas en las anotaciones del diario de navegación de Colón y los estudios del grupo Humboldt, que ubican el punto exacto frente a Cayo Bariay, al otro lado de la bahía. Allí aún se conserva un pequeño puerto natural de lajas de piedra volcánica, donde hoy se encuentra el obelisco a Colón, aunque este sitio no ha sido priorizado turísticamente por el gobierno cubano.

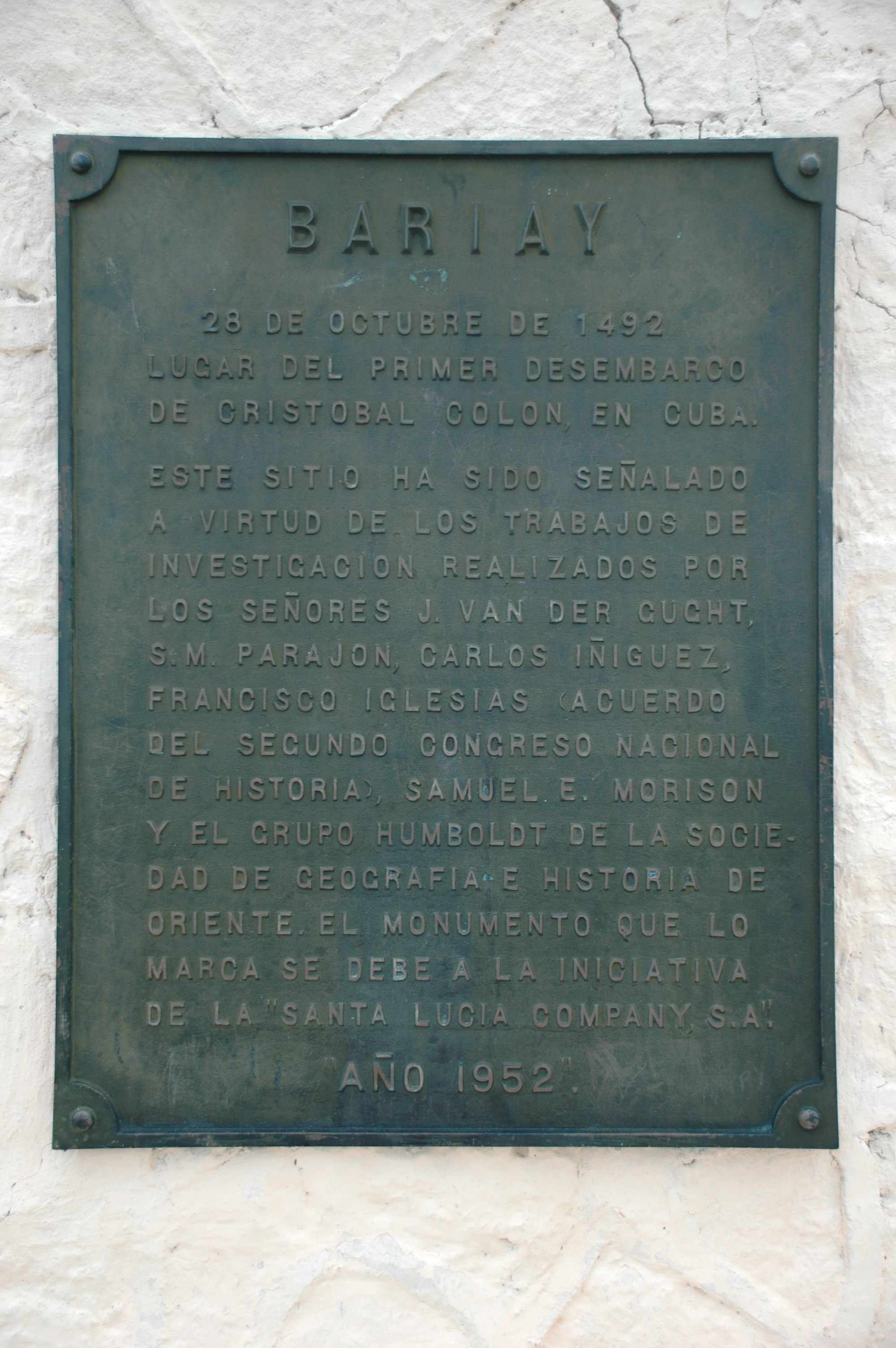
Tarja del obelisco.

Actualmente, en la zona se encuentra el Parque Monumento Nacional Bariay, un conjunto cultural y natural diseñado para conmemorar ese primer encuentro entre las culturas europea y aborigen. El parque incluye:
- Un museo arqueológico con una réplica de la aldea taína descrita por Colón.
- Un conjunto escultórico que representa las dos culturas: una ruina neoclásica simboliza la llegada europea, y réplicas de objetos aborígenes, hallados en excavaciones, muestran el legado indígena.
- Las Lomas de Maniabón, con su vegetación tropical exuberante, cocoteros y palmas reales, que descienden suavemente hacia las llanuras.

Un evento significativo ocurrió en octubre de 1992, con motivo de los 500 años del desembarco. Se había planeado una gran conmemoración en Cayo Bariay, con delegaciones culturales, religiosas y políticas. La Iglesia Católica propuso iniciar con una misa y una peregrinación hasta el sitio histórico, pero las autoridades políticas se negaron. Curiosamente, al momento de comenzar el evento, se desató una fuerte tormenta que obligó a cancelar el acto y destruyó por completo la estructura preparada: sonido, vestuario, decorado y demás. Seis años después, en 1998, el papa Juan Pablo II visitaría por primera vez la isla.
Algunas fuentes señalan que el intento de cambiar oficialmente el sitio del desembarco puede tener un trasfondo político, pues el obelisco de Colón fue erigido en 1952 por iniciativa de la compañía Santa Lucia Company S.A., con base en investigaciones independientes.

## Valor patrimonial y ecológico
Bariay posee un alto valor paisajístico, ecológico y cultural. El sitio forma parte del Corredor Biológico Caribe, una iniciativa internacional que busca conservar ecosistemas clave en la región. En su entorno natural se encuentran especies de flora y fauna endémicas, propias del oriente cubano, lo que convierte al área en un destino atractivo para el turismo de naturaleza y la investigación científica. 
En 1978, Bariay fue declarado Monumento Nacional de Cuba, lo que garantiza su protección legal como patrimonio histórico y cultural del país. Asimismo, ha sido reconocido por organismos internacionales, como la UNESCO, por su relevancia dentro del proceso de conquista y colonización de América. 

## Monumento Encuentro de las Dos Culturas

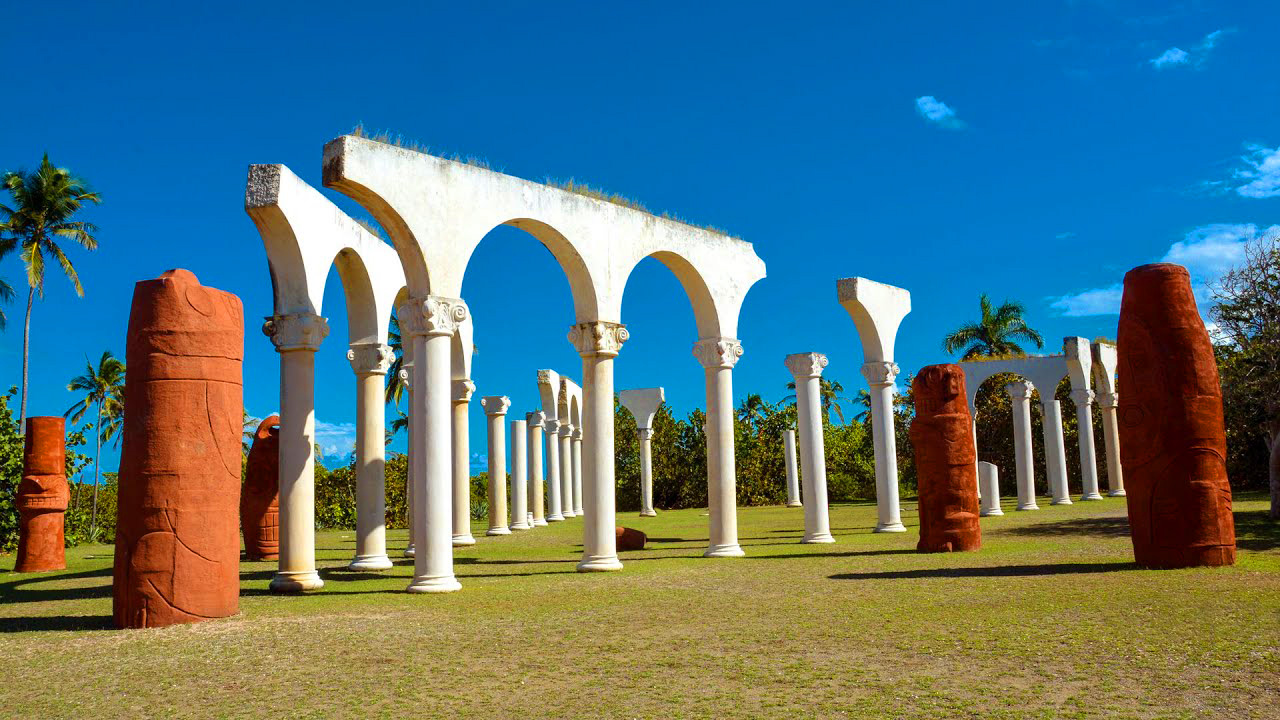
Monumento Encuentro a las Dos Culturas.

En Punta de Sabaneta se levanta un monumento conmemorativo inaugurado en 1992, con motivo del 500 aniversario del arribo de Cristóbal Colón a tierras americanas. Su propósito es recordar el histórico contacto entre los pueblos europeos y las comunidades aborígenes de la región.
La obra simboliza este encuentro a través de dos elementos principales: por un lado, una estructura en ruinas que evoca el desarrollo de la cultura neoclásica europea; por otro, una representación de la cultura aborigen compuesta por réplicas de objetos elaborados por sus pobladores, hallados en excavaciones arqueológicas.
Este monumento no solo rememora la llegada de Colón y su tripulación tras la travesía atlántica, sino que también busca preservar la memoria del intercambio cultural que marcó el inicio de una nueva etapa en la historia del continente.

## Eventos culturales

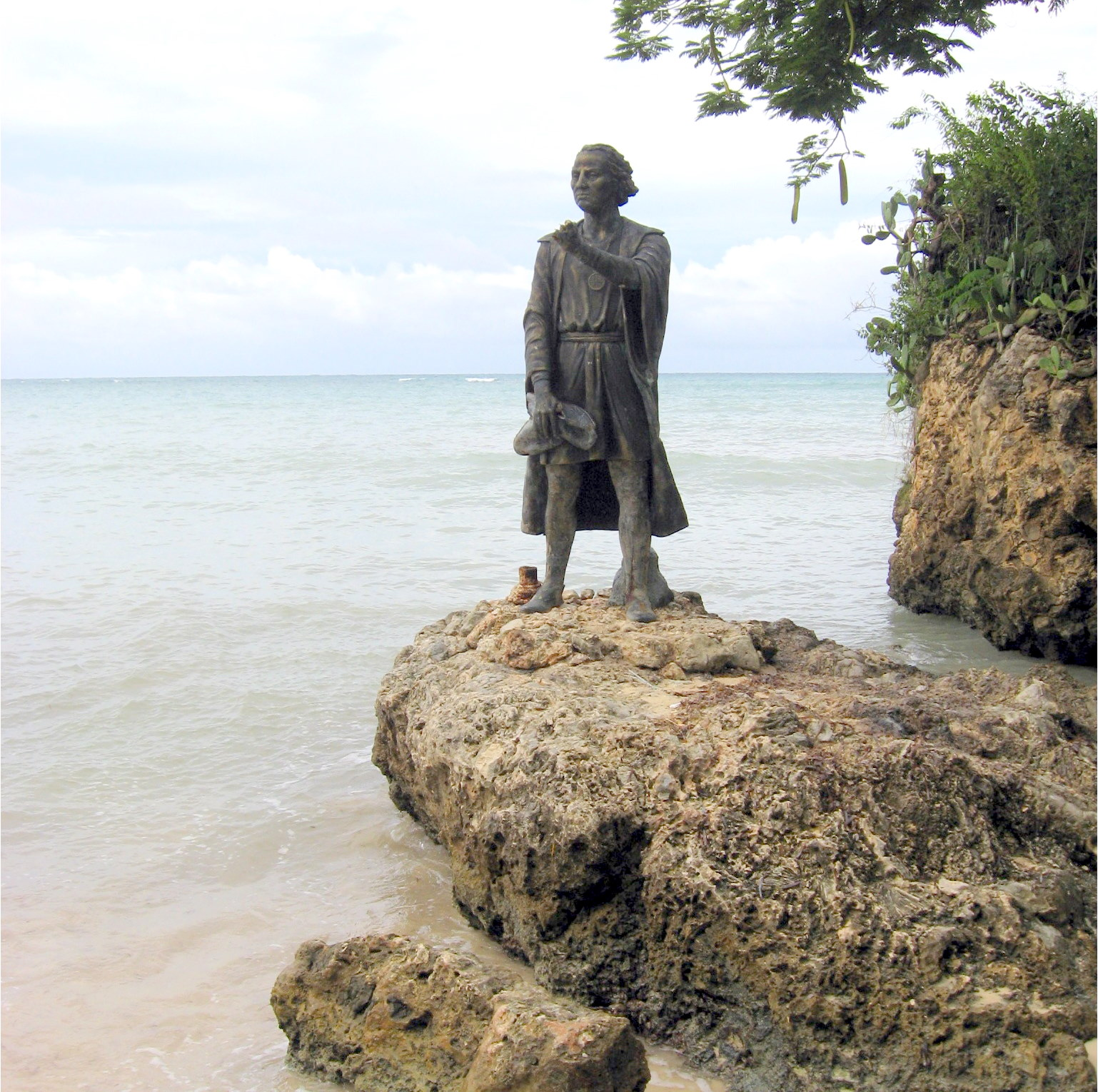
Estatua de Colón, cerca del lugar donde desembarcó.

El Parque Monumento Nacional Bariay ha sido sede de diversas actividades culturales y escénicas que rememoran el encuentro entre las culturas europea y taína. Estas representaciones suelen realizarse en fechas conmemorativas, especialmente en aniversarios del desembarco. Además, es uno de los espacios centrales durante la celebración de la Fiesta de la Cultura Iberoamericana, evento que se desarrolla cada año en la ciudad de Holguín.

## Turismo
El sitio recibe visitantes nacionales y extranjeros a través de excursiones organizadas desde polos turísticos cercanos como Guardalavaca y Playa Pesquero. Las visitas suelen incluir recorridos por miradores naturales, senderos ecológicos, y zonas arqueológicas donde aún pueden observarse vestigios del pasado precolombino y colonial.

## Significado histórico
Más allá de su valor como punto de contacto entre dos mundos, Bariay es considerado por muchos como un lugar de reflexión sobre los impactos sociales, culturales y humanos del proceso colonizador en América. Esta interpretación ha sido abordada por académicos, instituciones culturales y proyectos educativos en la región.